# Brixhamtrålare

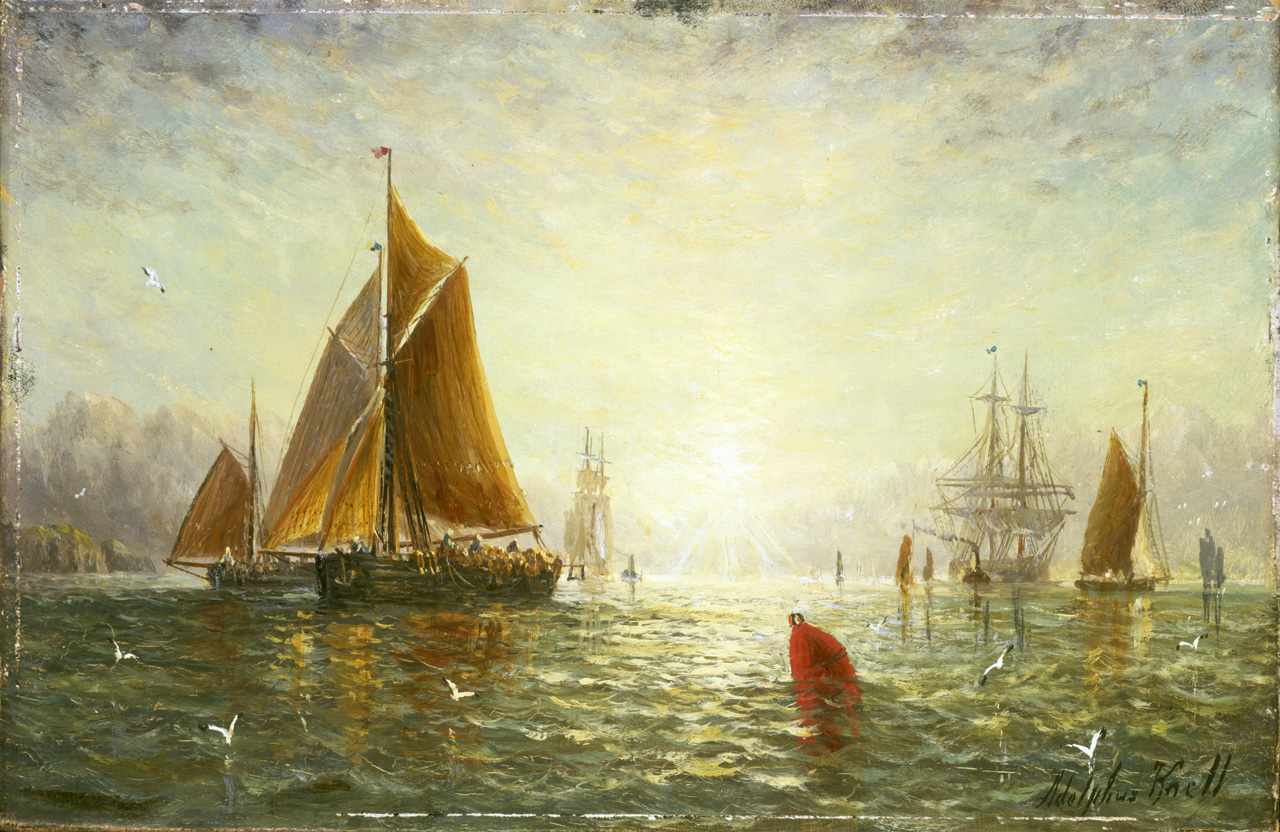
Målningen A Brixham trawler av William Adolphus Knell

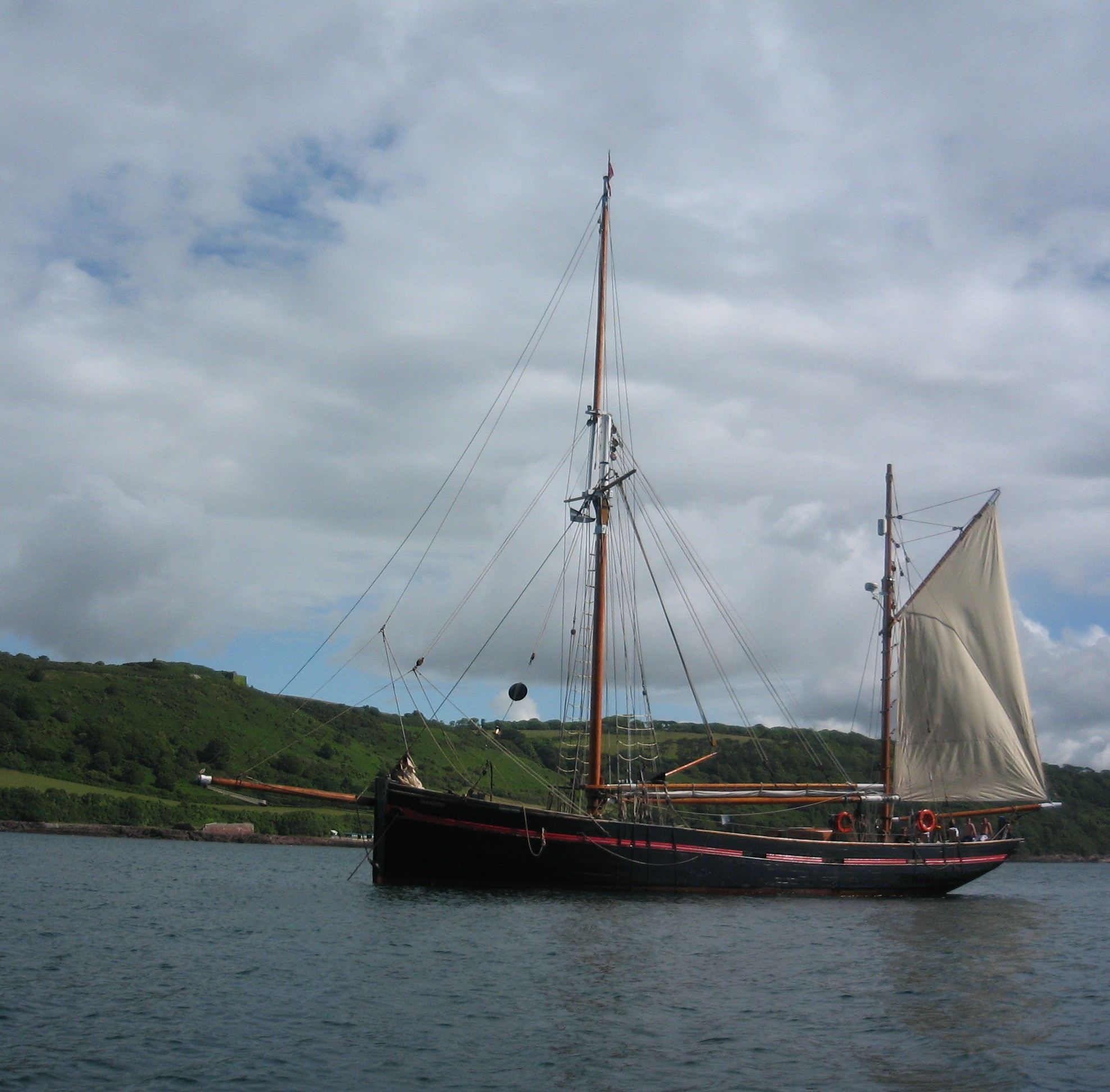
Leader för ankar utanför Cawsand, nära Plymouth, 2008

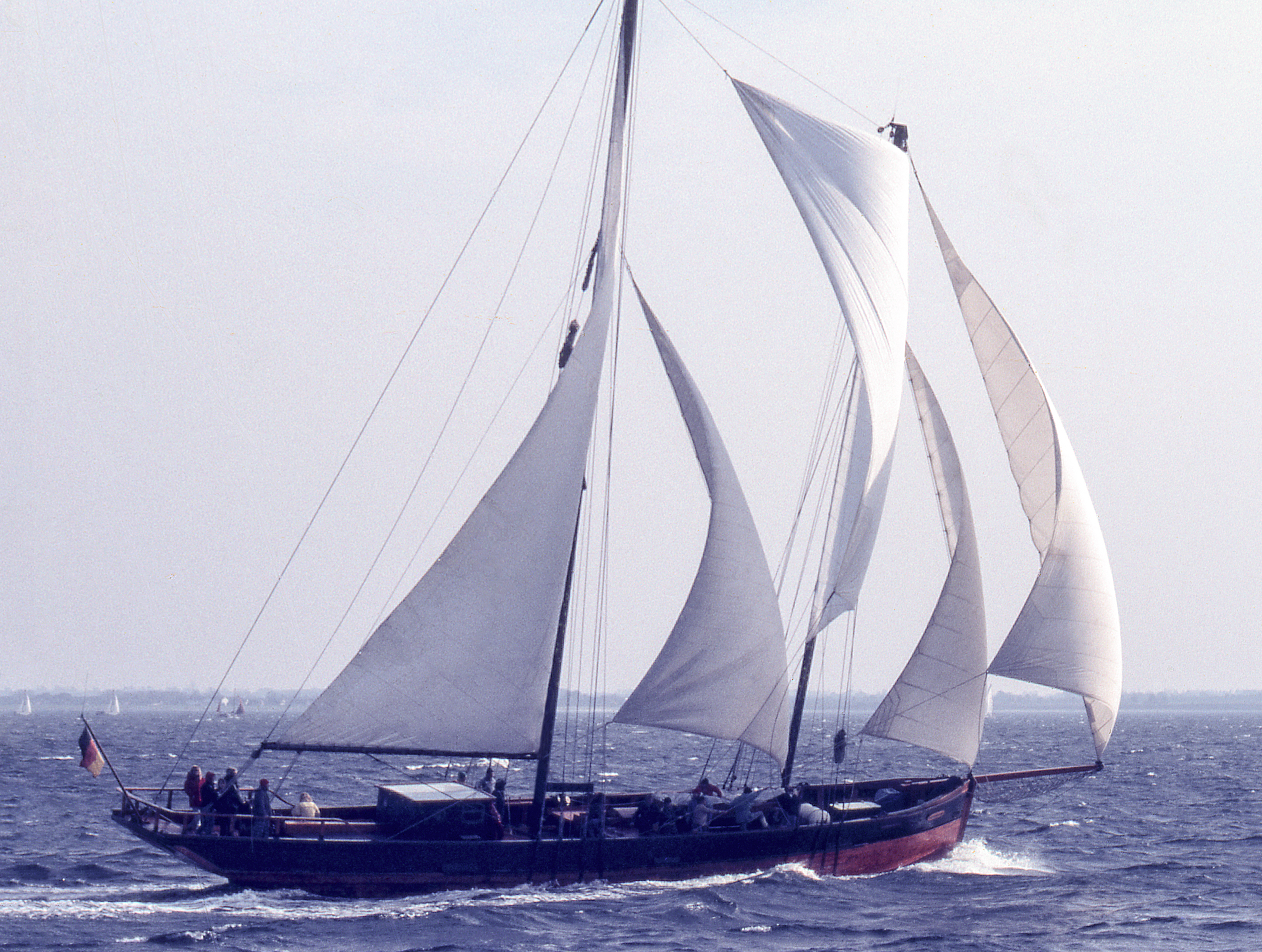
Tyska Ethel von Brixham, 1987

Brixhamtrålare är en brittisk typ av seglande trålare i trä för havsfiske som först byggdes i Brixham i Devon i Storbritannien under 1800-talet och som är känd för att vara snabbgående.  Mellan 1880-talet och 1920-talet byggdes vid varven i Brixham fler än 300 fartyg av denna typ.
Formgivningen kopierades av båtbyggare i andra delar av Storbritannien och båtar av typen såldes också på export till fiskare i andra länder vid Nordsjön.
En Brixhamtrålare har stort deplacement, en längd på omkring 20 meter med en lång rak köl, en rak vertikal stäv, vanligtvis ett solfjäderformad akterparti samt låga fribord för att göra det lättare att hantera nät. De har en hög gaffelrigg och är normalt ketchriggade.
Orten Brixham hade en gång i tiden en flotta på 400 sådana trålare, vars typiska röda segel var insmetade med lokal röd lera för att skydda dem. I Lowestoft fanns 375 trålare, i Kingston upon Hull 450, i Great Yarmouth 625 och i Grimsby 850. Idag är fem fortfarande sjögående.